# Instituto Cajal
El Instituto Cajal es un centro de investigación español especializado en neurobiología. Fue inaugurado en Madrid en 1920 como Centro y Laboratorio de Investigaciones Biológicas, bajo la dirección de Santiago Ramón y Cajal (Premio Nobel de Medicina en 1906). Tras la guerra civil se integró en el Consejo Superior de Investigaciones Científicas (CSIC).

## Historia
Las iniciativas para dotar a Ramón y Cajal de un laboratorio de envergadura habían surgido como uno de los propósitos regeneracionistas posteriores al desastre del 98 (que comparaban la situación de España con la de un organismo enfermo necesitado de curación por la ciencia). El 4 de enero de 1899, el Ateneo de Madrid aprobó el proyecto de creación de un «Laboratorio  de  biología, de psicología experimental y de antropología» que habría de ser dirigido por Cajal, Luis Simarro, Manuel Antón y Ferrándiz, Rafael Salillas y José María Escuder. El proyecto decayó, pero no se olvidó, y en la primavera de 1899 Enrique Lluria editó, reelaborado, el discurso de ingreso de Cajal en la Academia de Ciencias con el título de Reglas y consejos sobre la investigación biológica, con el fin expreso de que «el fiel producto íntegro de la venta de este libro se destina a crear fondos para el laboratorio del Sr. Ramón y Cajal». Tras nuevos reconocimientos a Cajal en el extranjero (en especial el Premio Moscú en agosto de 1900) aumentó la presión de la opinión pública a través de la prensa: «El ilustre histólogo, que empezó sus admirables trabajos con un mal microscopio y una navaja de afeitar, no dispone todavía de un gran laboratorio, y ha de invertir su propio dinero en publicar las obras inmortales que han de llevar por esos mundos su ciencia y su enseñanza».
El gobierno conservador de Francisco Silvela se vio obligado a responder, el mismo 11 de agosto, con un acuerdo por el que se creaba una ponencia que recomendó la concesión de una subvención personal a Cajal, con una cantidad inicial para la puesta en marcha del laboratorio y otra anual para su mantenimiento, proponiendo como modelo de funcionamiento el del Instituto Pasteur. Eduardo Dato, ministro de Gobernación, se reunió con Cajal el 24 de agosto y acordaron que el laboratorio funcionaría como "sección de investigaciones científicas" del Instituto de Sueroterapia, Vacunación y Bacteriología de Alfonso XIII (más conocido como el Instituto Sueroterápico o Instituto Alfonso XIII), del que Cajal ya era director desde su creación en el papel (1899). El presupuesto se concretó el 1 de septiembre (50.000 pesetas iniciales y 30 000 anuales, más 10 000 como sueldo del propio Cajal). El 3 de septiembre Cajal consiguió la separación física de su laboratorio y el Instituto Alfonso XIII, argumentando que su edificio (en la calle Ferraz n.º 98 –cerca de la zona de Moncloa donde posteriormente se levantó la Ciudad Universitaria–) sería costosísimo de adaptar; aunque también tenía en cuenta el hecho de que su ineficacia en la fabricación de vacunas le estaba desprestigiando ante la prensa. También era obvio que deseaba la autonomía de gestión que le daría una institución completamente independiente y de su absoluto control. Se desecharon varias posibilidades de ubicación, como la que ofrecía Zaragoza o aprovechar el laboratorio, recién construido y dotado de material moderno (había costado 70 000 duros) del Hospital de San Juan de Dios, cuyo personal facultativo se había suspendido.
Desde 2021 el Instituto Cajal está integrado en el Centro de Investigaciones Interdisciplinares de Alcalá (Ci2A) junto con el Centro Internacional de Neurociencia Cajal (CINC), el Instituto de Química Orgánica General (IQOG) y el Instituto de Química Médica (IQM), además de ofrecer apoyo a los investigadores científicos de la Universidad de Alcalá (UAH).

## Instituto errante
Provisionalmente se instaló primero en un hotel de la calle Ventura de la Vega, y de forma más estable en el Museo del doctor Velasco (el actual Museo Antropológico –propiedad de Pedro González de Velasco ubicado junto a la estación de Atocha, en el lado opuesto a la facultad de Medicina–, donde desde 1902 ocupaba el segundo y tercer piso del ala izquierda). La ubicación se decidió tras la toma de posesión del nuevo gobierno liberal (marzo de 1901) que puso al conde de Romanones en el ministerio de Instrucción Pública. El cambio de gobierno llevó a un recorte de gastos, y el propio Ramón y Cajal ofreció reducir su propio salario de diez mil a 6000 pesetas.
Se empezó a construir un nuevo edificio en 1922 tras un Real Decreto de 1920 por el que se creaba un Instituto para Investigaciones Biológicas en el cual se incluirían el Laboratorio de Investigaciones Biológicas de Cajal, los laboratorios de Fisiología Experimental, Neuropatología e Histología, y los laboratorios del Museo Nacional de Ciencias Naturales.
La sede del Instituto se localizó en el Cerro de San Blas (el extremo sureste del parque del Retiro donde se encontraba desde el siglo XVIII el Real Observatorio, a pocos metros del Museo Antropológico). Su primer director fue el propio Ramón y Cajal (1920-1934); a su muerte le sucedió su discípulo Jorge Francisco Tello, que al término de la guerra civil fue 'depurado' y destituido de su cargo. En 1941 se recuperó el edificio semiderruido del Instituto y se adscribió al CSIC.
En 1957 se trasladó a un nuevo edificio en la Calle Velázquez, compartiendo el espacio con otros Institutos (Centro de Investigaciones Biológicas). Finalmente, en 1989 se construyó un nuevo edificio en la avenida del Doctor Arce que es donde se encuentra actualmente.

## SigloXX
El Instituto Cajal es referente de la neurociencia española. Es un centro de investigación multidisciplinar en el que confluyen neurocientíficos especialistas en el sistema nervioso embrionario y adulto desde múltiples puntos de vista que incluyen la neurobiología molecular y celular, la neurofarmacología, la electrofisiología, la neurobiología de sistemas y la neuropatología. Durante su historia reciente, el Instituto Cajal ha nutrido de neurocientíficos al Instituto de Neurociencias de Alicante, al Centro Nacional de Tetrapléjicos de Toledo, y a diferentes universidades españolas.[cita requerida]
El instituto es depositario del Legado Cajal, que incluye dibujos e ilustraciones científicas, preparaciones histológicas, microfotografías, microscopios, libros y otras publicaciones.
Cuenta con tres departamentos de investigación:
- Neurobiología Molecular, Celular y del Desarrollo
- Neurobiología Funcional y de Sistemas
- Neurociencia traslacional